# Arachnoidiscaceae
Famille
Les Arachnoidiscaceae sont une famille d'algues de l'embranchement des Bacillariophyta (Diatomées), de la classe des Coscinodiscophyceae et de l’ordre des Arachnoidiscales.

## Étymologie
Le nom de la famille vient du genre type Arachnoidiscus, dérivé de arachn‑ (du grec αράχνη / aráchni, araignée), et du latin ‑discus, disque, en référence à l'aspect de la diatomée, à la fois discoïde et ressemblant à une toile d'araignée.  

## Liste des genres
Selon AlgaeBase (16 juin 2022) :
- Arachnoidiscus Deane ex Shadbolt, 1852
- Hemiptychus Ehrenberg, 1848

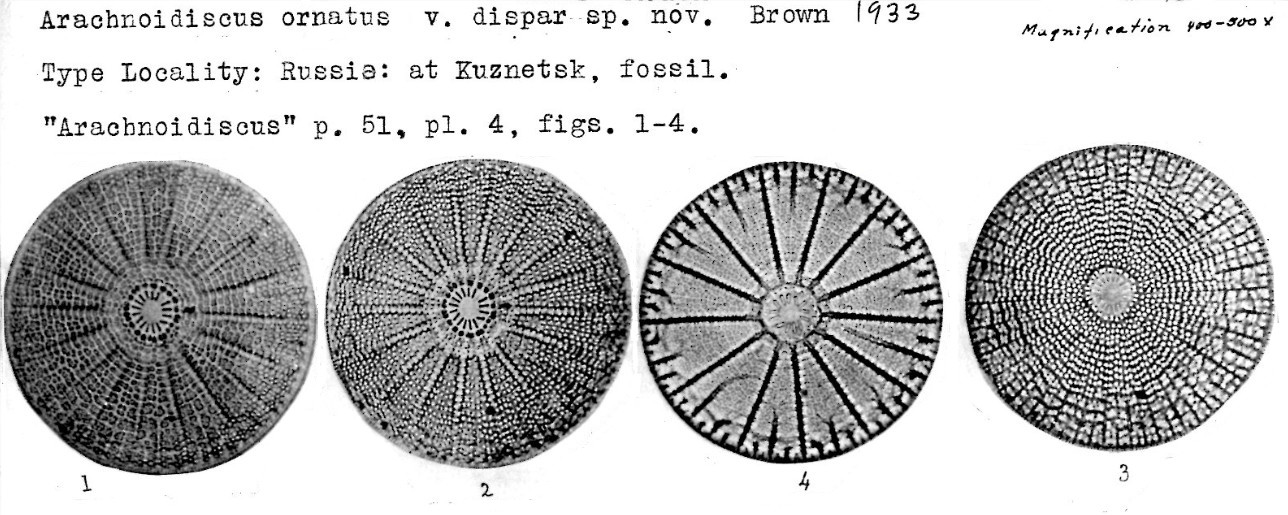
Fossiles de Arachnoidiscus ornatus Ehrenb.

## Systématique
Le nom correct complet (avec auteur) de ce taxon est Arachnoidiscaceae Round, 1990.

## Publication originale
- Round, F.E., Crawford, R.M. & Mann, D.G. (1990). The diatoms biology and morphology of the genera.  pp. [i-ix], 1-747. Cambridge: Cambridge University Press.